# Ключборкский повет
Ключборкский повет (пол. Powiat kluczborski) — повет (район) в Польше, входит как административная единица в Опольское воеводство. Центр повета — город Ключборк. Занимает площадь 851,59 км². Население — 66 707 человек (на 31 декабря 2015 года).

## Административное деление
| Гмина           | Статус            | Площадь, км² | Население, чел. | Административный центр |
| Бычина          | городско-сельская | 182,89       | 9513            | Бычина                 |
| Волчин          | городско-сельская | 240,86       | 13 839          | Волчин                 |
| Ключборк        | городско-сельская | 179,70       | 36 404          | Ключборк               |
| Лясовице-Вельке | сельская          | 210,84       | 6949            | Лясовице-Вельке        |

## Демография
Население повета дано на 31 декабря 2015 года.
| Перепись            | Всего  | Мужчины | Женщины |
| ------------------- | ------ | ------- | ------- |
| Всего               | 66 707 | 32 545  | 34 162  |
| Городское население | 33 812 | 16 207  | 17 605  |
| Сельское население  | 32 895 | 16 338  | 16 557  |